# シンジケート (ゲーム)
シンジケート(Syndicate)は、ブルフロッグおよびエレクトロニック・アーツにより開発されていたリアルタイムストラテジーゲーム。

## 概要
軍事をも牛耳った「シンジケート」が世界を支配するサイバーパンクな世界観により、自勢力および敵対勢力のエージェント達同士の戦いを行うゲーム。プレイヤーはヨーロッパを拠点とする小さなシンジケートの若きボスとして敵部隊の殲滅、要人の暗殺、重要人物の「説得」など極めてインモラルなミッションをこなし勢力を拡大していくことが特徴である。エージェント達は全身を改造され洗脳を施されたサイボーグであり、プレイヤーはエージェントに武器を調達するだけでなく、彼らをカスタマイズすることも可能である。

## シリーズ

### シンジケート
1993年にMS-DOS用ソフトとして発売。シンジケート同士の勢力争いを題材としている。イギリスの有名なゲームデザイナーであるピーター・モリニューがプロデューサーを務めている。Electronic Artsが提供するPCゲームプラットフォームOriginのタイトルとして無料で配信されていた。

### シンジケート・ウォーズ
1996年にSVGA画面専用のMS-DOS用ソフトとして発売。前作と異なりフィールドが視点変更可能な3Dで描かれている。すべてのシンジケートを制圧したユーロコープが新たな勢力「新世紀教会」と戦う。また、「新世紀教会」側でプレーすることも可能。

### Syndicate
2012年に発売された上記作品のリブートで、以前と違いファーストパーソン・シューティングゲームである。シナリオの担当はリチャード・モーガンで、一部の大企業が人々の健康や嗜好を管理する2069年の世界を舞台とした特殊能力が組み込まれたDart-6というチップを埋め込まれたユーロコープのエージェントMiles Kiloを主人公とした物語が描かれる。
なお、RTS版と違いFPS版に登場するエージェント達はある程度自分の意志を持って行動する存在として描かれている。

## 勢力
ユーロコープ
主人公側のシンジケート。ヨーロッパで開発された人間の首に埋め込み脳幹を刺激し、外界に対する感覚を一変させる「チップ」の製造権の独占を巡る抗争で唯一生き残った組織であった。「シンジケート・ウォーズ」ではエージェントだけでなく、非改造の一般兵士も登場する。
タオ
敵対シンジケート。中国のサムハッホイと日本のヤクザを統合し東洋を支配する。堅牢なソンブシ社の帝国に侵入し、南シナ海からロシアのステップ地方にかけて支配権を握った。
I.I.A.
敵対シンジケート。正式名称はIndependent Intelligence Agency、北米を支配する。アメリカの長期に及ぶ国家予算不足により資金提供者へのサービス事業を開始したCIAが長年培った暗殺や脅迫、政府の転覆操作の技術を元に北米企業の頂点に到達し、自然な流れとしてシンジケートに変貌した。
カストリロ
敵対シンジケート。共産主義体制崩壊直後のキューバで、故カストロ首相の精神を受け継ぐ政党として発足した中南米を支配する組織。選挙では望むもの全てが手に入らないと察し武器弾薬で民衆を統制、世界中の政府に対してアマゾンの熱帯雨林資源を破壊すると脅迫してせしめた金を資金としている。
エグゼキュティブ・ジハッド
敵対シンジケート。中東を支配する。石油を輸出し公害を広めた罪で世界政府から罰金を課せられ、財政的にも窮乏しているため、領土奪回を悲願とする。
スフィンクス
敵対シンジケート。古代エジプトの栄光を奪回し、アフリカ、中東、地中海にわたる帝国を再建することを目標としたアフリカを支配する組織。
タスマニア解放同盟 TLC
敵対シンジケート。18世紀に英国から島流しにあった犯罪者をルーツとするオセアニアを支配する組織。タオにオーストラリア一帯の基盤を奪われるも2140年のラガー大反乱にて水力発電所から本土への送電を止め、タオの制圧を阻止、オーストラリアからの追放に成功する。ラガービールの世界的輸出で得た利益を研究開発に投入して成長を遂げ、現在ではタオに次ぐ世界第2の勢力にのし上がった。
警察
シンジケートとは敵対関係であり、シンジケートによる不法行為を見つけると攻撃してくる。
ガードマン
武器を持った普通の人間で、警護員以外は傭兵やストリート・パンクスなど警察以外の勢力で構成される。
新世紀教会
「シンジケート・ウォーズ」における敵対組織。新興宗教団体で、ユーロコープが市民達の脳に埋め込んだニューロチップをクラッキングし、ユーロコープを脅かす。
エージェントに相当する「使徒」はマント姿で、肩から武器を出し発射する。
アンガイデッド(U市民)
「シンジケート・ウォーズ」に登場するニューロチップの統制を受けない人々。パンクファッションに身を包んでおり、ストリート・ギャングやテロリストのような活動をしている。
アスパリ
FPS版"Syndicate"に登場する敵対シンジケート。日本の東京に本社を持つ。
ケイマン・グローバル
FPS版"Syndicate"に登場する敵対シンジケート。ベネズエラのカラカスに本社を持つ。

## 主な武器
ピストル
拳銃。「シンジケート・ウォーズ」には未登場。
ショットガン
散弾銃。「シンジケート・ウォーズ」には未登場。
パーシュエイダー
「説得」銃。相手の脳内にあるニューロチップをジャックし、相手を洗脳する。
UZI
短機関銃。「シンジケート・ウォーズ」における初期武器。
ミニガン
ガトリングガン。エージェント達の代表的な武器。
レーザー
光線銃。「シンジケート・ウォーズ」では複数種類あり。
ロングレンジライフル
長距離銃。単発だが高威力。
フレーマー
火炎放射器。「シンジケート」では逆に冷凍する「チーラ―」も登場した。